# 411vm 27
411vm 27 je sedemindvajseta številka 411 video revije in je izšla novembra 1997.

## Vsebina številke in glasbena podlaga
Glasbena podlaga je navedena v oklepajih.
- Chaos (Throwing Muses - Buzz)
- Profiles Adam McNatt (Iron Maiden - Rime of the Ancient Mariner (v živo))
- Wheels of fortune Matt Eversole, Dustin Charleton, Daniel Haney, Nikhil Thayer, Chris Swanson, Kerry Getz (Snowboy - The New Avengers, Audio Response Group - Waters, Lynyrd Skynyrd - Call Me the Breeze)
- Contests Tampa AM (The Pharcyde - Funny Style)
- Industry Plan B (Ozzy - I Don't Know)
- Metrospective Washington (C Beale - DJ Breeze)
- Road trip éS v južni Afriki (Paul Simon - The Obvious Child)
- Skate camp Visalia (Mad Bannas - Clear Headed)

Glasbo v zaslugah izvaja Gorgeous.